# Егоров, Борис Николаевич (председатель горисполкома)
Бори́с Никола́евич Его́ров (2 октября 1910 — 22 марта 2005) — советский государственный и хозяйственный деятель, председатель исполнительного комитета Южно-Сахалинского городского Совета народных депутатов в 1949—1960.

## Биография
Родился в сентябре 1910 года в семье потомственного шахтёра в станице Ханженково Зуевской волости Таганрогского округа в области Войска Донского Российской империи (ныне часть территории Советского района города Макеевка в Донецкая области Украины). В 1928 году по окончании семилетней школы устроился работать слесарем на макеевскую шахту «София» и вскоре вступил в ВЛКСМ. В 1931 году командирован на учёбу в Ростовский институт инженеров железнодорожного транспорта, по окончании которого в 1936 году был направлен в Хабаровск старшим инженером управления паровозной службы управления Дальневосточной железной дороги. С октября 1938 до января 1944 года — начальник депо в Москальво, затем руководил Охинской железнодорожной линией ДВЖД. В тот же период вступил в ВКП(б), а в 1943 году ему присвоено воинское звание инженер-капитан. С 1944 года возглавлял паровозное депо станции Бикин Хабаровского края, а затем был начальником спецформирования резерва НКПС.
По окончании Советско-японской войны осенью 1945 года направлен на Южный Сахалин, где назначен сначала начальником Тойохарского районного (с 22 февраля 1946 года — городского) гражданского управления (на этом посту проделал большую работу по учёту жилого и складского фондов, по национализации предприятий японских промышленников, а также по размещению советских предприятий и учреждений, по организации школ и больниц и т.д.), а затем заместителем начальника областного управления по гражданским делам — Д. Н. Крюкова.
- с апреля 1947 до конца 1949 года — заместитель председателя исполкома Сахалинского областного совета депутатов трудящихся,
- с декабря 1949 до конца 1960 года — председатель исполкома Южно-Сахалинского городского совета депутатов трудящихся.

В 1961 году уехал из Сахалинской области и о дальнейшей его деятельности и судьбе сведений нет.
В 1947—1959 гг. избирался депутатом Сахалинского областного совета депутатов трудящихся и членом обкома ВКП(б) (с 1952 — КПСС).

## Награды
- Медаль «За трудовую доблесть»
- Медаль «За доблестный труд в Великой Отечественной войне 1941—1945 гг.»
- нагрудный знак «Отличный паровозник»
- нагрудный знак «Ударнику сталинского призыва»[2]